# Apparizione di Dio a Noè
L'Apparizione di Dio a Noè è un affresco (base 390 cm) di Raffaello Sanzio, databile al 1511 e facente parte della decorazione della volta della Stanza di Eliodoro nei Musei Vaticani.

## Storia
I quattro episodi biblici della volta, tutti databili alla seconda metà del 1511, sono riferiti interamente al Sanzio da Vasari, ma Cavalcaselle li assegnò, nella stesura, al Peruzzi, Adolfo Venturi a Guglielmo di Marcillat, e Baugart al Penni. Il cattivo stato di conservazione rende difficile oggi una valutazione sicura. 

## Descrizione e stile
La volta ha al centro un medaglione con lo stemma di Giulio II, circondato da arabeschi a monocromo su sfondo dorato intervallati da finte borchie dorate. Attorno si sviluppa un anello figurato, diviso diagonalmente in quattro scomparti con storie che simulano arazzi appesi con finti chiodi e anelli tra le cornici.
L'Apparizione di Dio a Noè si trova al di sopra dell'Incontro di Leone Magno con Attila, con cui ha in comune il tema della manifestazione divina sovrannaturale. Dio quindi salva Noè dal diluvio come Roma dagli Unni.
La scena, derivante dalla Genesi (VI 8, 10 e 13) mostra uno sfondo intensamente azzurro, davanti al quale si vede l'arca. Noè è sceso e si è inginocchiato davanti all'apparizione di Dio tra angeli, che con un gesto eloquente lo autorizza ad uscire dall'arca, rivolgendosi anche a sua moglie con il bambino sulla porta. Evidente è la citazione michelangiolesca, della Creazione degli astri e delle piante nella volta della Cappella Sistina.